# Три солдата
«Три солдата» — советский немой художественный фильм 1932  года, снятый режиссёром Александром Ивановым. Другое название — «Зачем вы здесь?».
Премьера фильма состоялась 6 ноября 1932 года. Фильм считается утраченным.

## Сюжет
Фильм рассказывает о судьбе трёх солдат из полка интервентов, оккупировавших Одессу в 1919 году.
Один из них, рабочий, связывается с большевистским подпольем. Другой, крестьянин, проникается сочувствием к революционным идеям. Третий, конторский служащий, становится активным врагом революции.

## В ролях
- Андрей Костричкин — Пьер Брогар, рядовой из крестьян
- Пётр Пирогов — Поль Бертран, рядовой из рабочих
- Евгений Червяков — Жак Пельтье, рядовой, клерк
- Сергей Герасимов — командир Стального полка
- Елена Кузьмина — Мадлен Эннуа
- Варвара Мясникова — работник иностранной коллегии ревкома
- Константин Назаренко — эпизод
- Борис Феодосьев — рабочий

## Съёмочная группа
- Режиссёр: Александр Иванов
- Сценаристы: Борис Липатов, Александр Иванов и Владимир Гранатман
- Оператор: Александр Гинцбург
- Художник: Семён Мейнкин

## Оценки фильма
Автор книги о режиссёре фильма Леонид Муратов писал, что «„Три солдата“ были свидетельством режиссёрского иммунитета против схем и героев „тезисного“ происхождения». Он отмечал, что «с первых сцен фильма действие его погружается в среду, насыщенную бытовыми психологическими подробностями».
Историк кино Пётр Багров утверждал: «По мнению многих ведущих критиков и искусствоведов, одним из последних достижений советского немого кино стал фильм Александра Иванова „Три солдата“ (1932) — драма об интервенции и классовой солидарности».